# 颍上北站
颍上北站是京港高速铁路商合段的一座车站，位于中国安徽省阜阳市颍上县十八里铺镇邢洋村朱郢孜，距离颍上县城5公里，由中国铁路上海局集团淮南西直属站管辖，2019年12月1日开通运营。

## 车站结构
车站以“韵起汉唐，蕴自管仲，运佑颍上”为设计主题，采用黑色大坡顶与大理石外墙。墙面装饰有抽象云水纹，以表达颍河地域文化，建筑中部及室内则将管仲文化元素抽象提炼成文字图案。站房总高三层，局部夹层。一层为架空层，二层连接落客平台，和三层一起用于旅客候车。站场位于站房北侧，设2台4线。
| 站房 2层 | 候车室   | 2层候车室、检票口、进站天桥         |
| 站房 1层 | 售票区   | 售票处                              |
| 站房 1层 | 候车室   | 进站口、安检                        |
| 站房 1层 | 候车室   | 候车区、检票口、进站通道            |
| 站台     | 侧式站台 | 侧式站台                            |
| 站台     | 1站台    | 商杭客运专线 往商丘方向（阜阳西）   |
| 站台     | 正线     | 商杭客运专线上行列车通过线          |
| 站台     | 正线     | 商杭客运专线下行列车通过线          |
| 站台     | 2站台    | 商杭客运专线 往杭州东方向（凤台南） |
| 站台     | 侧式站台 |                                     |
| 架空层   | 地道     | 出站口                              |